# ホルティ・ミクローシュ

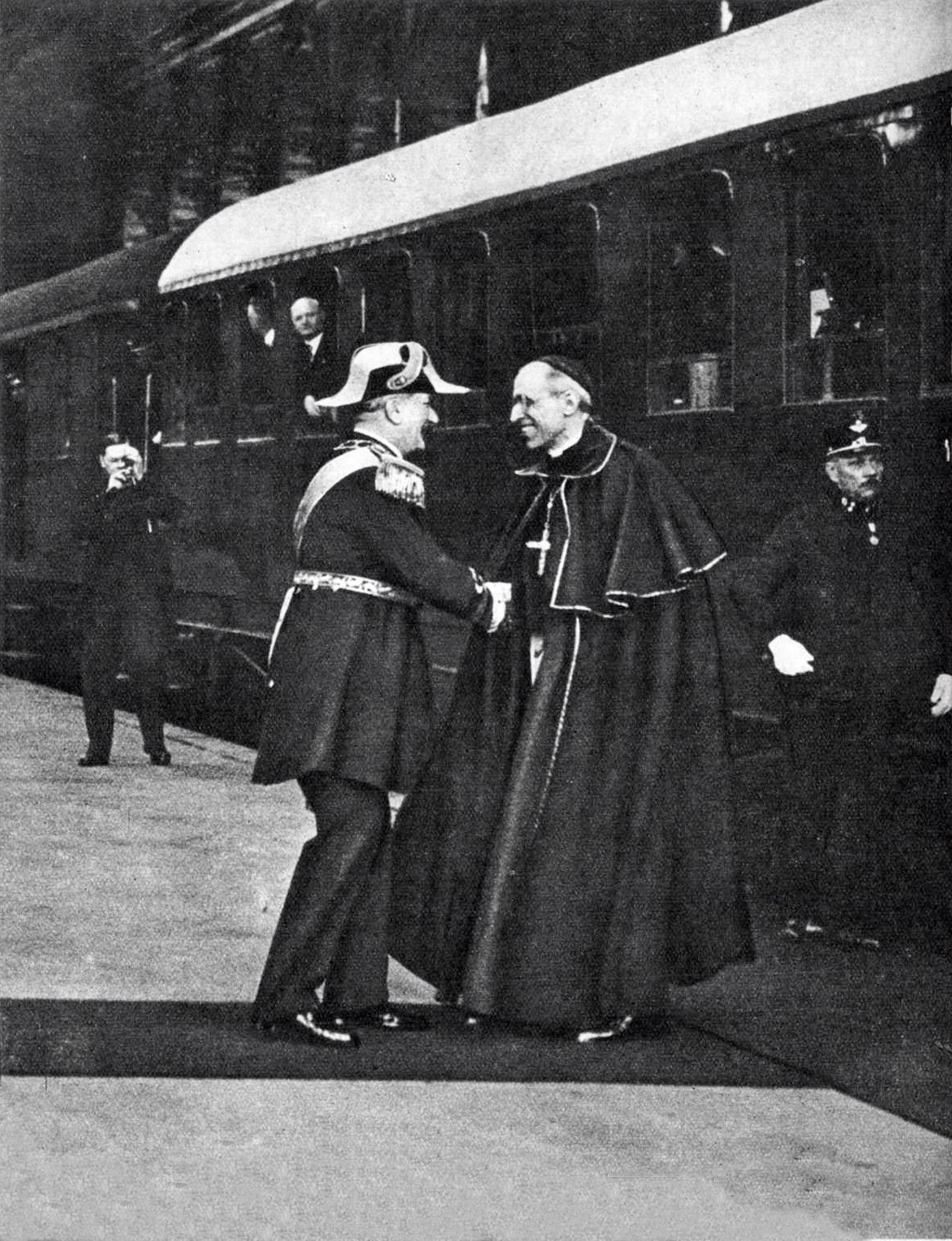
パチェッリ枢機卿（のち教皇ピウス12世）と握手を交わすホルテイ（1938）

ヴィテーズ・ナジバーニャイ・ホルティ・ミクローシュ（ハンガリー語: Vitéz Nagybányai Horthy Miklós ハンガリー語発音: [ˈvite̝ːz ˈnɒɟbɑ̈ːɲɒi ˈhorti ˌmikloːʃ]、1868年6月18日 - 1957年2月9日）は、ハンガリーの海軍軍人、政治家。国王不在のハンガリー王国における元首たる摂政（ハンガリー語: kormányzója）を務めた（在任：1920年3月1日 - 1944年10月17日）。
フランス語風のミクローシュ・ホルティ・ド・ナジバーニャ（Miklós Horthy de Nagybánya）と言う名で知られる。「ヴィテーズ（vitéz）」 とはハンガリー語で「勇者」を意味し、ナジバーニャイはトランシルヴァニアの都市を指す。1920年に創設された「勇爵府（Vitézi Rend）」に叙せられた者とその継承者が自らの姓名の前に付ける事を許された称号であり、正式には名前の一部ではない。
ハンガリー王国におけるホルティの地位を表すkormányzójaは、日本語では「摂政」「執政」「執政官」等と訳されている。当時のハンガリーは王制である為、本来の国家元首は国王であるが、後述する事情によって国王が即位する事が出来ず、その代行として摂政を設置した。

## 概説
オーストリア＝ハンガリー帝国海軍で艦隊司令長官などを歴任。コトルの水兵反乱鎮圧等で武功を上げる。1919年、国民軍総帥として反革命を指揮し、クン・ベーラらの政権に取って代わった。翌1920年、協商国の支援と直属部隊の力とを背景に摂政となる。官僚・軍人を支持基盤の中核とするホルティ体制においては、権威主義的政治が行われた。外交では親独・伊を基調とし、失地回復を図った。第二次世界大戦末期の1944年10月に、敗色濃いドイツからの戦線離脱を策すが失敗し、摂政を退いた。1946年にポルトガルへ亡命。

## 生涯

### オーストリア＝ハンガリー帝国海軍
ハンガリーの首都ブダペストの南東に位置する、現在のヤース・ナジクン・ソルノク県ケンデレシュ市の在郷貴族の家に生まれた。
1886年、当時、ハンガリーで唯一の海港都市だったフィウメ（現在のクロアチア領リエカ）市の海軍兵学校で教育を受け、オーストリア＝ハンガリー帝国海軍に入隊、兵曹長。1899年から教育艦「アルテミダ」艦長。1903年から「ハプスブルク」の水雷士官を務め、数ヵ月後に「ザンクト・ゲオルク」に異動。1907年から帆船「ラクロマ」一等士官に異動。1908年、コンスタンティノープル（イスタンブール）海軍泊地長に昇進。翌1909年に艦隊勤務から離れて、皇帝フランツ・ヨーゼフ1世の侍従武官を拝命した。ホルティは終生フランツ・ヨーゼフ1世を敬愛し、度々賛辞を口にしている。
1914年7月28日の第一次世界大戦開戦時、アントン・ハウス大将が統帥するオーストリア・ハンガリー帝国海軍は、戦艦16隻、巡洋艦12隻、駆逐艦23隻、水雷艇62隻、潜水艦6隻、補助艦艇7隻、汽船（商船）12隻を擁していた（世界第7番目の海軍力）。開戦直後の1914年8月、ホルティはフランツ・レイフラー少将麾下のアドリア海方面艦隊所属第3戦隊旗艦戦艦「ハプスブルク」艦長に就任する。しかし、僅か4ヶ月後の同年12月には巡洋艦「ナヴァラ」艦長へ異動となる。ハウス大将は開戦当初より、海軍力の温存を図りアドリア海各地の港湾都市へ艦船を分散させ、頻繁に艦船の移動及び人事の異動を繰り返した。フランスを主力とする連合国艦隊との直接対決を避けた『アドリア海を逃げ回る』その姿勢を、帝国内の新聞各社は大いに非難した。しかし当時の状況としては、帝国海軍の実力に鑑みてこれは正しい判断であり、連合国艦隊との艦隊戦となれば、短期間の内に保有艦船を大きく損耗し、アドリア海の制海権を早々に喪失していた可能性が高いと言われている。開戦時、帝国海軍は人材不足、特に士官不足に陥っており、開戦と同時にフィウメの海軍兵学校の士官候補生を繰り上げして卒業させ、帝国海軍士官として任用した。この様な状況は当時から広く列強にも知られており、帝国は専ら陸軍国であり、海軍は沿岸警備程度の実力と評価されていた。イギリス＝フランス＝イタリアの三国連合艦隊は、アドリア海の制海権を握り、帝国を中欧内陸へ封じ込めるべくオトラント海峡を封鎖した（オトラント海峡封鎖）。帝国海軍は寡兵ながら潜水艦・巡洋艦による夜戦を度々決行、善戦するも、封鎖を突破する事が出来なかった。その様な戦況の中、1917年5月、海上封鎖を破るべく、オトラント堰攻撃作戦指揮の大命がホルティに下った。後のオトラント海峡海戦 (1917年)である。ホルティは軽巡洋艦僅か3隻で構成された主力部隊と、別動隊の駆逐艦2隻で連合国艦隊の特殊掃海艇約100隻が守るオトラント堰を攻撃。無謀とも言える作戦であったが、イタリア海軍の駆逐艦ボレアと貨物船1隻を早々に撃沈。更に特殊掃海艇14隻を撃沈した。オトラント堰襲撃の報にイタリア海軍のアルフレッド・アクトン提督率いる東地中海艦隊がオトラント堰へ駆けつけるもホルティ艦隊に大敗を喫し、連合国艦隊の主力たるイタリア海軍の東地中海艦隊は事実上壊滅した。ホルティは旗艦「ナヴァラ」が大破しながらも善戦し、遂に三ヵ国によるアドリア海海上封鎖を破る。この武勲によりホルティは大佐から少将へ昇進、ハンガリー国内はオトラント海戦の大勝利に沸いた（オトラント海峡海戦）。翌1918年、帝国海軍提督マクシミリアン・ニェゴヴァンに代わり帝国海軍総司令官に就任。同年10月、アドリア海を南下し、ユーゴスラビア・アルバニア沿岸の攻略を計画したが、作戦の要となる戦艦「セント・イシュトヴァーン」がイタリア海軍の水雷艇による雷撃を受け撃沈。この作戦は中止された。10月30日、中将に昇進。11月3日のヴィラ・ジュスティ休戦協定により、艦隊は活動を停止。尚、この時、敗戦の混乱に乗じてモンテネグロの城塞都市コトルで発生した暴動を、208名の陸戦隊を指揮し鎮圧している。
アドリア海を主戦域とした地中海中東部で、イギリス・フランス・イタリアの三大海軍国を相手に、艦艇数の少ない帝国海軍を率いて互角に渡り合い、大戦間を通じて終始軍事的優位を保った提督として、ホルティの名声はハンガリー国内で不動の地位を得た。

### ハンガリー国民軍
1918年11月16日、ハンガリーはハンガリー民主共和国（第一人民共和制）として独立。しかし北部ハンガリー（スロバキア、カルパティア・ルテニア）はチェコスロバキアとして独立し、ハンガリー領トランシルヴァニアをルーマニアが併合した。ハンガリーは帝国解体後、大きく領土を喪失、多くの国民が不満を持つ事となる。

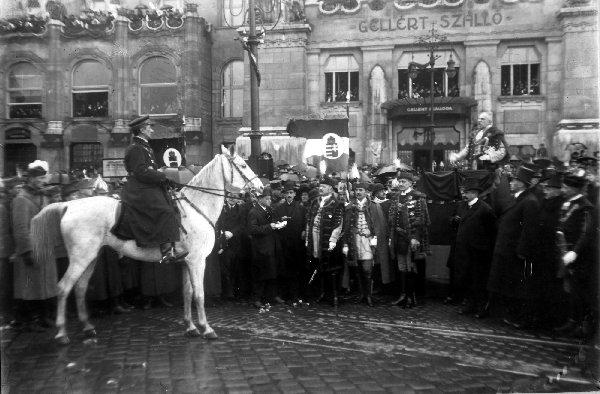
騎乗するホルティ（1919年10月16日）

1919年3月1日、ハンガリー革命が発生。首都ブダペストで都市・炭坑労働者が蜂起し、指導者クン・ベーラが共産主義政権ハンガリー評議会共和国（ハンガリー・ソビエト共和国とも）を樹立した。しかし評議会（ソビエト）共和国は、大半の保守的なハンガリー国民から支持を得る事は出来なかった。この為、評議会が率先して赤色テロを行い、旧皇帝（国王）派、旧帝国軍人を粛清、保守的知識人、カトリック教会を迫害した。4月16日、ハンガリー国内の混乱に乗じてルーマニアが「赤色革命の飛び火を防ぐ」と言う大義名分でハンガリーへ侵攻（ハンガリー・ルーマニア戦争）。評議会は粛清で弱体化した旧帝国軍に代わり、新たに都市・炭坑労働者を武装化した「ハンガリー人民軍」を創設し、ルーマニア王国軍を迎え撃つ事となった。軍事的経験が皆無な評議会首班クン・ベーラは人民軍がルーマニア王国軍に勝利する事を疑わず、敗戦により併合されたトランシルヴァニア地方の奪還をも楽観視していた。第一次大戦の敗戦によって帝国が瓦解、領土は大きく喪失し、更にルーマニアの侵攻によって、ハンガリーは「亡国の危機」に瀕していた。
ホルティはフィウメで連合国に降伏していた。イタリア海軍へ艦船を引き渡し、帝国艦隊を解散した。しかし、ハンガリーへ帰国する予定がソビエト政権の誕生により大きく狂う事となる。艦隊の解散と、それに伴う艦艇の引き渡しと言う屈辱的な敗戦処理を終えたホルティの元には、評議会の粛清や迫害から逃れて来た軍人、民間人が溢れ、直ちに帰国出来る状態ではなかった。だが、国内の混乱に対して、ホルティは職業軍人として「軍人は政治に介入せず」と言う頑なな姿勢を貫き、フィウメで専ら避難民の保護に努めた。1919年4月、オラデアより出撃したルーマニア王国軍がハンガリー東部へ侵攻。デブレツェンで人民軍が敗北した事を知り、ホルティはハンガリーの防衛を決意。6月、海軍士官・艦隊要員・軍属・陸戦隊・士官候補生を率いてドラーヴァ川を渡り、ハンガリー西部のバルチュでハンガリー国民軍の創立を宣言した。ハンガリー国民軍の決起に呼応して、ハンガリー全土で民兵組織（義勇軍）が蜂起、ホルティの元に旧軍人、民兵（義勇兵）が集まり、ハンガリー国民軍は人民軍を遥かに凌ぐ勢力に拡大した。
8月6日、ルーマニア王国軍がブダペストを占領しクン・ベーラ政権が崩壊。ハンガリー国民軍はルーマニア王国軍とブダペストを挟んで対峙する事となる。ルーマニアはハンガリー東部の領土割譲を要求するが、ホルティはこれを拒否。フランスの軍事支援を取り付け、人民軍に代わり継戦を示唆した。ハンガリー国民軍はハンガリー国民の支持を受け、士気が高く、「明日にはブダペストを！（Holnap elmegyek Budapestre!）」の合言葉の下にブダペスト入城を待ち続けた。対するルーマニアはクン・ベーラ政権が崩壊した事により、大義名分を喪失。進駐の長期化による経済的負担と士気の低下、更にロシア革命に影響されたルーマニア国内の革命勢力の活発化を恐れ、事態の収拾を急ぎ始めた。ホルティはルーマニアとの厳しい和平交渉の末、領土の割譲は拒否。代わりにブダペストに残置された人民軍側の武器弾薬・工場設備・金融資産等を引き渡す条件での撤兵を提案。ルーマニアより、ハンガリー国内からのルーマニア王国軍の撤兵の確約を取り付けた。11月14日、ルーマニア王国軍がブダペスト撤退を開始。代わってホルティ率いるハンガリー国民軍がブダペストへ無血入城し、ホルティはハンガリー全土を掌握した。これらの事態を収拾したホルティの名声は更に高まり、ハンガリー国民の圧倒的多数がホルティを軍事的、政治的な「救国的指導者」として支持した。クン・ベーラ政権に協力した共産主義者の中からも、転向してホルティを支持する者は少なくなかった。尚、赤色テロの反動として一時、愛国者・保守派・旧皇帝派により、クン・ベーラに協力した共産主義者に対する白色テロが横行した（ハンガリー軍による白色テロ）。

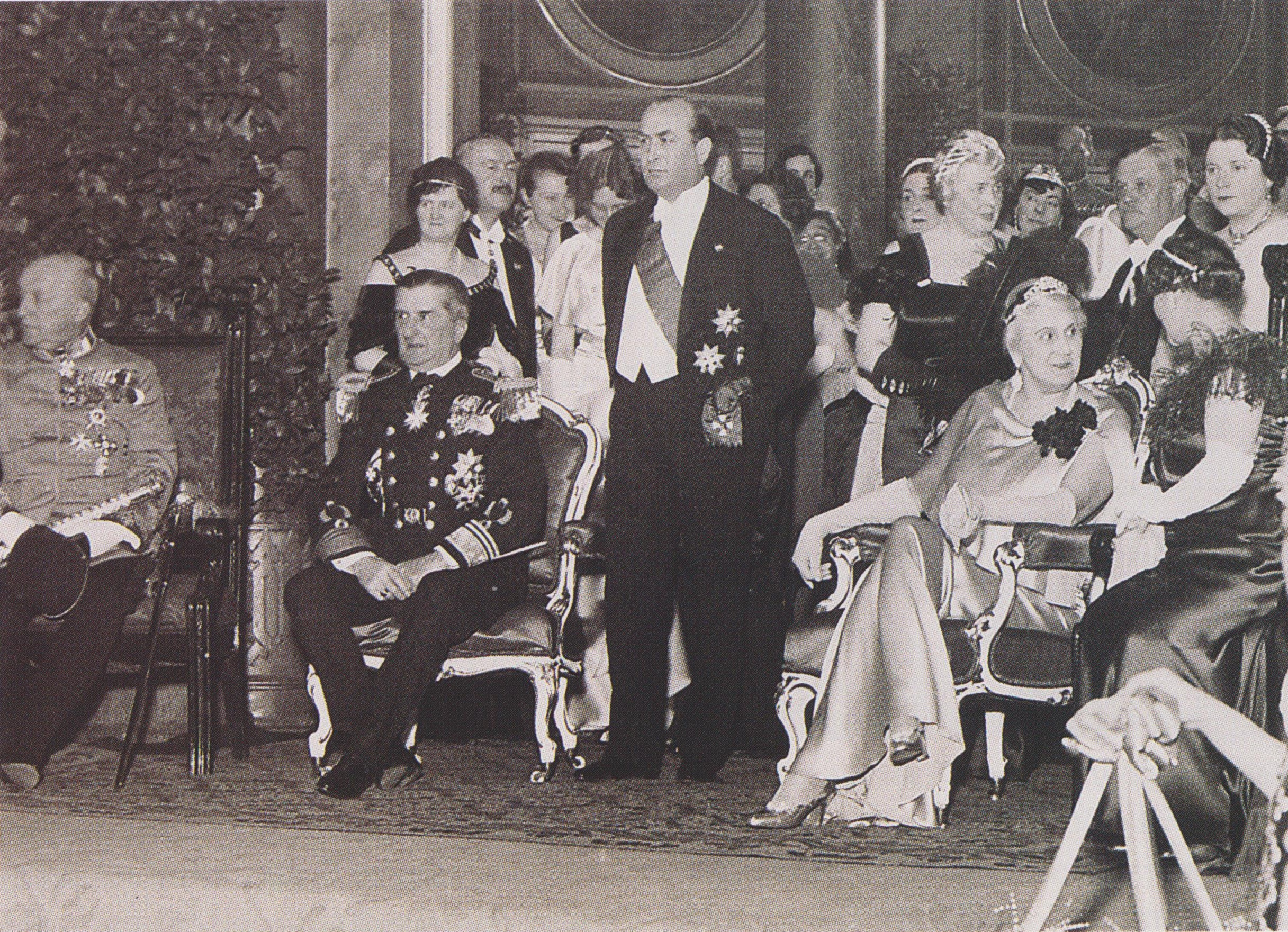
ホルティ（前列左から2人目）とヨーゼフ・アウグスト大公（その左）

クン・ベーラ政権崩壊後、ハンガリーを掌握したハンガリー国民軍は、旧帝国の皇族であるオーストリア大公ヨーゼフ・アウグストを「我らが王」（Homo Regius）として擁立した。しかし、ハプスブルク帝国の復活を怖れる協商国陣営とルーマニアが再宣戦を含め強硬に反対。10月23日、ヨーゼフ・アウグスト大公は暫定的な王位から退位した。退位後、極めて短期間、「共和国議会」よりフリードリッヒ・イシュトヴァーン、次いでフサール・カーロイが「共和国大統領」として選出され、ハンガリーを統治した。
第一次大戦の敗戦、帝国の解体、及び領土の喪失が我慢ならない国内の反動主義者、愛国者達は、聖イシュトヴァーンの王冠の地の栄光を取り戻す社会運動を開始。中世、中欧に栄えたハンガリー王国に倣い、王国の復興を標榜した、所謂「ハンガリーの誇り」を保守的な新聞を通じてハンガリー国民に盛んに宣伝した。この愛国運動が全国民的な社会変革運動へ発展し、国内世論の大多数が共和制から国王を擁した立憲君主主義体制を求める様になった。ヨーゼフ・アウグスト大公が暫定的な王位を退位して僅か数ヵ月後、1920年2月、王政復古を問う国民投票が行われ、共和制から立憲王制への移行が決定された。

### ハンガリー王国執政

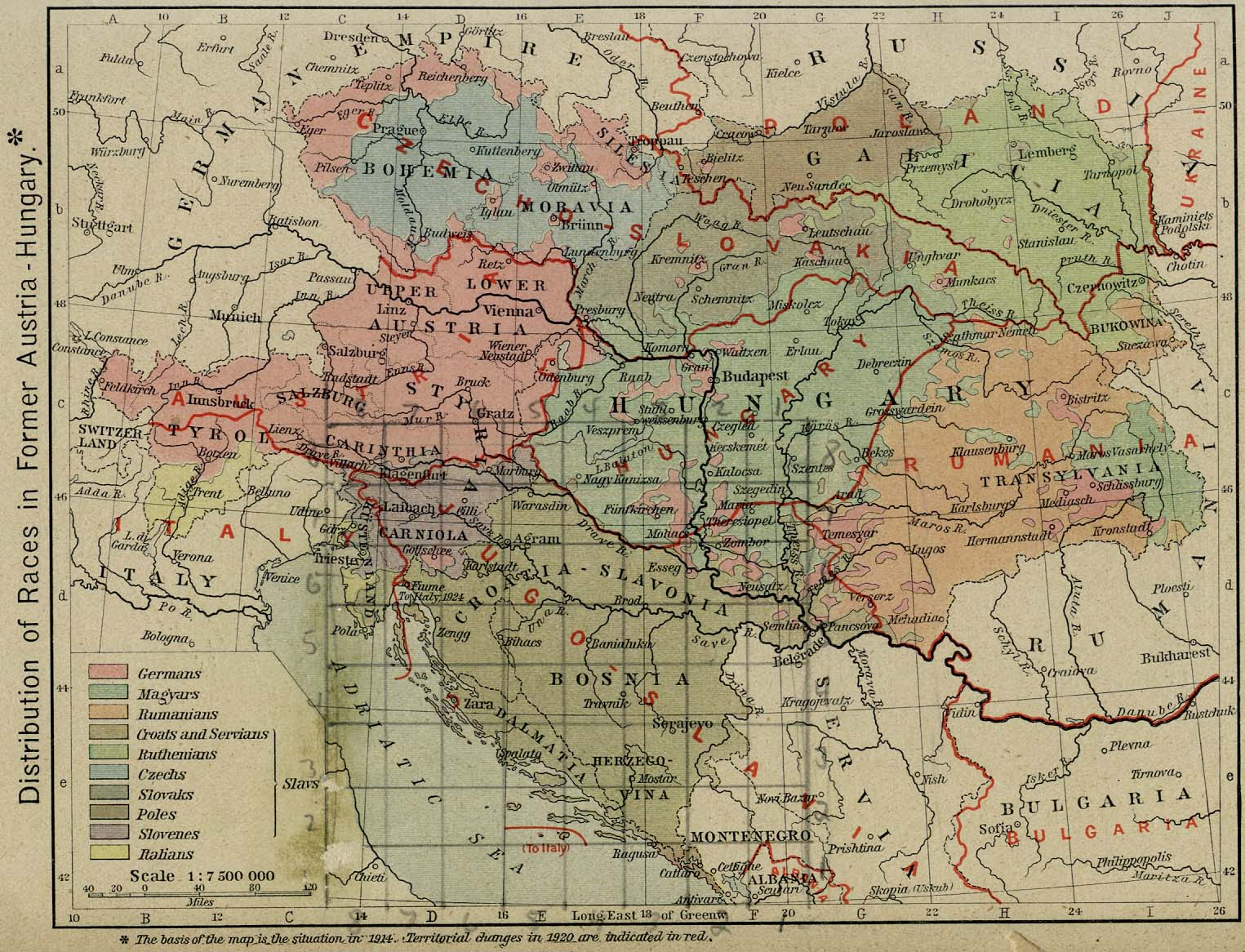
トリアノン条約で分割されたハンガリーと、各地方の人口民族構成。濃い緑がハンガリーの失地

1920年3月1日、「共和国議会」より改称した「ハンガリー国民議会」は、第一次世界大戦の敗戦により事実上瓦解していた（チェック人・スロバキア人を始めとする各民族の「民族自決」による独立）オーストリア＝ハンガリー帝国を再統合し、帝国を再建すべく、その第一歩としてハンガリー王国の成立を宣言した（元々ハンガリー人は帝国の中核をなす民族としての自負が高く、事実ハンガリー人貴族の方がドイツ人貴族より多かった）。しかし、ハプスブルク家の国王推戴は戦勝国側である協商国に断固否定され、ハンガリーは国王不在を余儀なくされた。この状況を打開すべく、国民議会は事実上の元首として、ホルティを「ハンガリー王国執政」に選出（国民議会定数138票中、賛成131票獲得、5票欠席、2票途中退席）。この選出は表向き協商国に対する安全保障、つまりオーストリアを追われたハプスブルク＝ロートリンゲン家の皇帝カール1世（ハンガリー王カーロイ4世）を、ハンガリー王国国王に復位させない事を条件とした選出であったが、実際にはカール1世を戴いてオーストリア＝ハンガリー帝国の再興を目指す皇帝派と、ハンガリー王国として喪失した領土の回復を目論む民族主義者との妥協の産物と言えるものであった。
ハンガリーが共和制から立憲王政に移行する間、ホルティは革命によって疲弊した国内を視察し、大戦・内戦を共に戦った軍人達を慰労して廻った。相変わらず政治に無関心であったが、視察中、国民議会が自分を摂政に指名すると言う新聞記事を読み、新聞社へ直接確認している。1920年3月、国民議会がホルティを摂政に選出。しかし、これに激怒したホルティは国民議会への参加を拒否。「私は一介の軍人に過ぎない。大公殿下とハンガリー国民に忠誠は誓うが、政治は門外漢だ」と固辞していたが、ヨーゼフ・アウグスト大公直々にホルティの元を訪れ、摂政への就任を要請。ホルティは摂政就任を受諾せざるを得ない状況へ追い込まれた。ホルティは、国王不在のまま摂政として、長い大戦とそれに続く混乱・内戦で疲弊した国内経済の立て直しに着手。国民議会は政党の区別なく全面的にホルティの政策を支持し、議会制に基づく緩やかな独裁体制が確立した。
1920年6月20日にトリアノン条約が成立、ハンガリーの領土は著しく削減された。北部ハンガリー、トランシルヴァニア等、ハンガリーは伝統的な国土の大半を正式に失った。この為ハンガリー国内には不満が鬱積し、右派・愛国者を中心に失地回復運動が隆盛する事となる。
1921年3月26日、ホルティの休暇中にカール1世がハンガリーに帰国し、ハンガリー王カーロイ4世としての即位を要求した。ホルティは当初これを受け入れようとしたが、帝国の復活を目論みオーストリアへの侵攻を画策するカール1世を、協商国との係争化を懸念した国民議会が拒絶。3月27日、ホルティ自身はハプスブルク家への忠誠を誓っていたが、オーストリアへの侵攻は国力的にも国際的にも無理である事を承知しており、オーストリアを諦めるならカール1世を国王として国民議会へ推挙する用意がある事をカール1世へ伝え、この返答に約一ヶ月の猶予を与えた。
3月28日、ハプスブルク家の復活を嫌った周辺諸国が反発。チェコスロバキアとユーゴスラビア王国が「カールの即位は開戦理由となる」と警告。国民議会も「摂政たるホルティによる国内統治の継続」と「カール1世の逮捕」を求める決議を満場一致で可決。ホルティはハプスブルク家（カール1世）と国民議会（ハンガリー国民）との板挟みとなったが、カール1世のオーストリア侵攻計画の件もあり、ホルティは最終的に国民議会に従った（3月危機）。
6月、ハプスブルク家に忠誠を誓う「正統主義者」が王党派（皇帝派）と共に、ホルティに対しカール1世の即位を要求しホルティの政権を言論で攻撃。親王党派のホルティは国民議会にカール1世の即位を働き掛けるが、国民議会はこれを拒絶。正統主義者、王党派とホルティの間で幾つかの会合が持たれたが、最終的に決裂した。
10月21日、カール1世が正統主義者、王党派（皇帝派）に擁されハンガリーへ入国。カール1世を支持する一部のハンガリー王国軍が合流し、内戦の危機に陥る。ハンガリー国民軍が発展的に改編されたハンガリー王国軍は概ねホルティに忠誠を誓っており、ホルティ自身はカール1世へ権力の移譲と摂政の退任を希望していたが、近隣国との摩擦、特にオーストリアを巻き込んだ即位は時期尚早との見解だった。この間、チェコスロバキア、ユーゴスラビア王国は実力をもってカール1世の即位を阻止すべく、国境へ軍を集結させた。
10月24日、事態を収拾すべく、ホルティは止む無くカール1世夫妻を逮捕、カール1世も内戦は意図しておらず、ホルティの決断に従った。
10月29日、カール1世を逮捕しても尚、チェコスロバキア、ユーゴスラビア王国は国境付近から撤兵せず、チェコスロバキア外相エドヴァルド・ベネシュは「将来に渡りハプスブルク家の完全なる廃位が確約されなければハンガリーへ侵攻する」と最後通牒を行った。ホルティはこれに激怒し、ハンガリー王国軍の動員を計画したが、イギリス大使ホーラーによって制止された。11月、国民議会が1713年の国事勅書を無効とする法案を可決。カール1世の王位継承権を明白に否定した事で、ホルティ自身、皮肉にもハプスブルク家による立憲王政への回帰を諦めざるを得ない状況となった。
摂政としてのホルティは、伝統的な立憲君主に及ばない程度の権限を持っていた。ホルティは、侍従武官時代に身に付けた厳格な気品、海軍時代の時間的厳密さ、内外・老若男女問わず社交的且つ紳士的に振る舞い、多くの人々を魅了した。特にアメリカの駐ハンガリー公使ジョン・フローノイ・モンゴメリーはホルティに惚れ込み、終生その熱心な信奉者となった。ただし、ホルティは誠実且つ愚直な軍人故に物事を直言する事が多く、政府はホルティが外国人、特に外国の新聞記者と頻繁に接触することを制限していた。

### 第二次世界大戦前夜

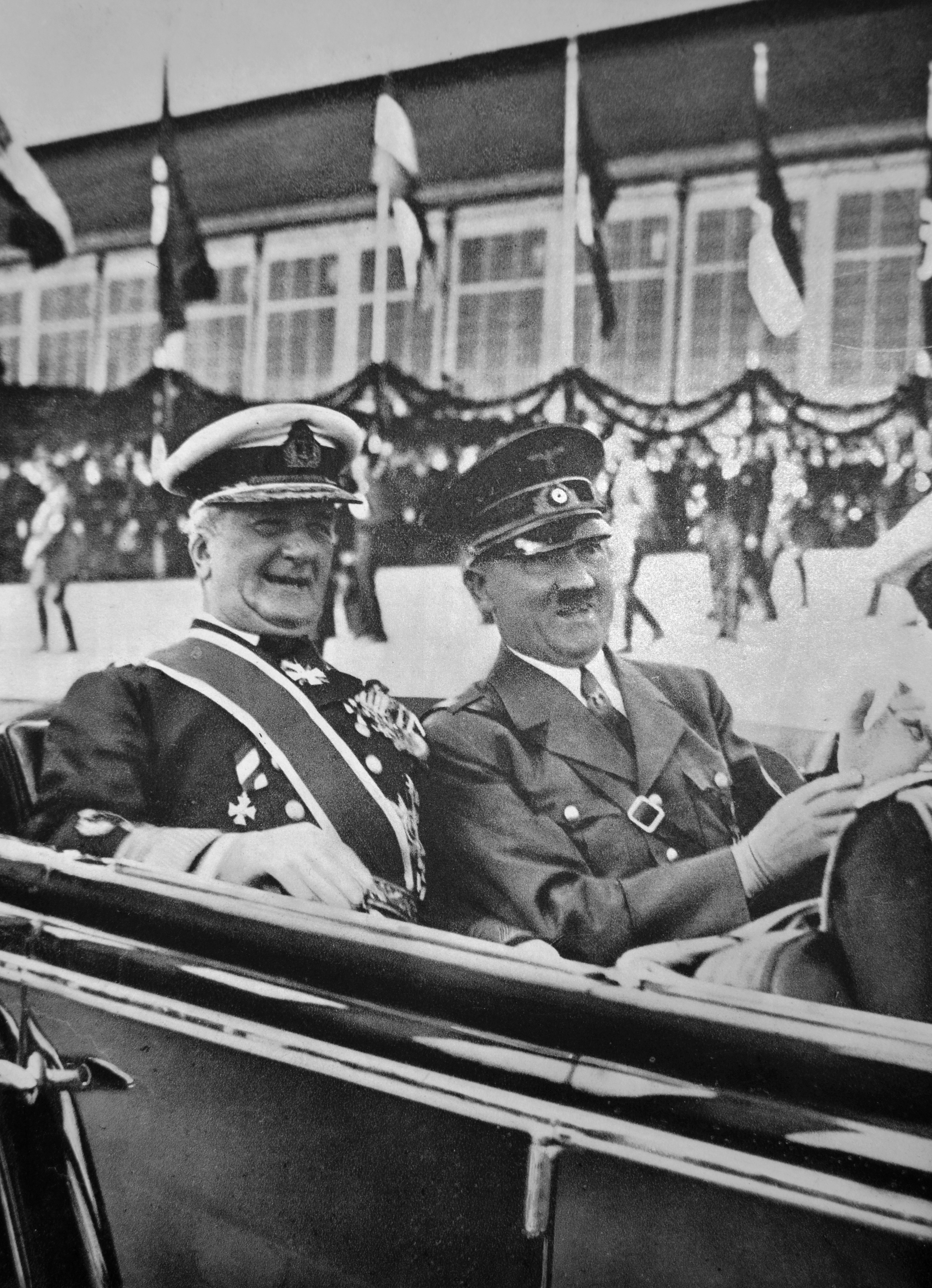
ホルティとヒトラー（1938年）

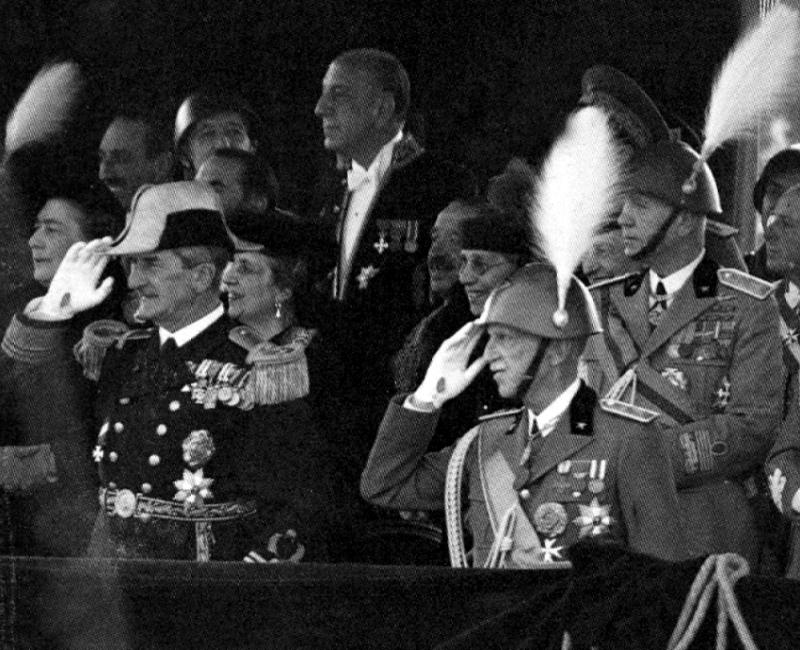
イタリア訪問時、国王ヴィットリオ＝エマヌエーレ3世と（1936年）

ハンガリーの愛国者はイタリアで起ったファシスト運動に触発され、矢十字党を始めとして数多くの民族主義政党を設立、国民議会の選挙を通じて一定の議席数を確保し、国政へ発言権を増幅する事に成功していた。矢十字党を始めとする各々の民族主義政党の綱領は似通っており、概ね「大戦後の失地回復」と「ホルティへの忠誠」が共通して見られた。しかしホルティ自身は全体主義的な民族主義運動には度々懸念を表明しており、特にイタリアから影響されたファシスト運動は嫌悪していた。ホルティは喪失した領土を回復する事が国際情勢を省みていかに困難かを理解しており、安易に国民を煽り戦争を引き起こす切っ掛けとなりかねない政治運動には、法の範囲内で警察力を持って度々介入している。しかし時代的・地政学的にそれらの政治運動の流れを止める事は難しかった。ホルティは穏健な立憲主義者であり、国民の支持の元、緩やかな権威主義的独裁体制であったホルティ政権が矢十字党のファシストに対し徹底した弾圧を行う事はなかった。
国民議会は復興目覚ましいナチス・ドイツへ接近、渋るホルティを促してドイツとの軍事同盟を締結させた。ホルティ自身はナチス政権に懐疑的で、嫌悪感すら表し、アドルフ・ヒトラーについても軽蔑していた。「私は、国民から摂政を辞任する様に求められれば喜んで辞任するが、彼は決して首相を辞任しないだろう」と評している。実際、ハンガリー国内の親独組織の首魁として台頭しつつあったサーラシ・フェレンツを微罪で度々逮捕させたり、親独的なイムレーディ・ベーラ首相を解任している。又、反ヒトラーグループで活動していた、アプヴェーアのヴィルヘルム・カナリスと親しく語り合っていた。そして反ユダヤ主義には断固として反対しており、当時、国民議会で準備されていた反ユダヤ法に対しても「愛国的なユダヤ人」に損害を与えると懸念しており、「彼らは自分と全く同じハンガリー人なのだ」とも語っている。
しかし、結果としてハンガリーはドイツと運命共同体となる事を選択し、枢軸国として戦争の道を突き進んだ。ドイツはハンガリーへ徹底した懐柔策をとり、所謂ウィーン裁定を行った。この裁定により、スロバキア南部とカルパティア・ルテニアがハンガリー領に戻り、又、ルーマニアから北部トランシルヴァニアをハンガリーへ返還させた。更にドイツ軍のユーゴスラビア侵攻後、東部ヴォイヴォディナを割譲した事から、ハンガリー国内ではより一層、ドイツに協力的なファシスト運動が盛んとなった。
第二次世界大戦の独ソ戦が始まると、国内のファシスト運動に押され、国民議会も枢軸国の一員としてソビエト連邦への宣戦布告を決議、ホルティも追認した。しかし、ホルティは反共主義者ではあるが、厳格な軍人であり現実主義者として、破竹の勢いで欧州を席巻したドイツ軍を評価しつつも、ソ連への宣戦には懐疑的であり否定的であった。「ロシアの冬を甘く見ない方がいい。ナポレオン（率いるフランス軍）と同じ運命を辿る事となるだろう」と、枢軸国ながら駐独大使に警告している。ハンガリー王国軍はルーマニア王国軍と共に、長大な東部戦線の最右翼、オデッサ方面の攻略を担い、参戦当初は順調に進撃していた。しかし、「野砲の援護と騎兵突撃」を組み合わせたハンガリー王国軍の旧来の戦術は、後に登場したT-34を始めとするソ連軍の新式中・重戦車に到底太刀打ち出来ない物であった。スターリングラード攻防戦でのパウルス元帥率いるドイツ軍が壊滅し、次第に枢軸国の劣勢が明らかとなると、ホルティは早々にドイツと距離を置く事を考慮し始めた。又、ドイツはハンガリー国内のユダヤ人をドイツ国内に移送する事を要求したが、ナチスによるユダヤ人政策に予てから批判的であったホルティはこれを断固として拒否。ブダペスト駐在ドイツ大使を政務室へ呼び付け、「君等が我々から誘拐出来るユダヤ人は只の一人もいない。彼等は我々の良き友であり、王国国民である。私は執政として国民を護る義務を負っている」と一喝している。

### 失脚と軟禁
1944年3月、首相カーロイ・ミクローシュが行っていた連合国との休戦交渉が発覚し、ホルティはオーバーザルツベルクのヒトラー山荘ベルクホーフに軟禁状態にある内に、ハンガリー全土はドイツ軍によって短期間の内に無血占領された（マルガレーテI作戦）。8月、隣国ルーマニアが枢軸国を離脱し、ソ連軍がハンガリー国境に迫った。ホルティはドイツと断交し、連合国と休戦する事を決定した。しかし、その動きを事前に察知し、阻止すべくドイツはホルティの次男ホルティ・ミクローシュ・ジュニアを誘拐し（ミッキーマウス作戦）、親独派の矢十字党に政権を握らせるクーデターを起こした。ホルティは「息子と国家とどちらが大事なのか、それが分からない程愚かではない」と当初は要求を撥ねつけていた。しかし、矢十字党は要求を呑まなければ国内の主な教会を破壊すると脅迫。矢十字党の党員が西トランシルバニアに位置するクリシャナでプロテスタントの牧師を処刑した。
10月15日に矢十字党は休戦を発表したホルティの放送を撤回し、王宮は矢十字党党員とドイツ兵に取り囲まれた。ホルティはドイツの強要に従い、矢十字党のサーラシ・フェレンツを首相及び国民指導者に指名した後、執政の座から退くことを宣言。王宮で会見したホルティはサーラシに対して「国を売り渡す者よ、私を（王宮前広場に）吊るす革紐は用意出来たかね?」と悪態を吐いた。予てより政敵ながらホルティを崇敬していたサーラシは激しく動揺し、ホルティの身の安全が保証されなければ、ハンガリー国民統一政府の国民指導者に就き、国民の支持を得る事は困難であるとドイツ大使に伝えた。ドイツ大使はホルティの身の安全を保証し、表向き「静養」と言う形でドイツに移送され、ドイツ国内の別荘地に軟禁された。サーラシ率いるハンガリー国民統一政府は、ソ連軍によって占領されるまで枢軸国側に留まった。尚、誘拐された息子ホルティ・ミクローシュ・ジュニアは終戦後にアメリカ軍によって解放されている。

### 戦後

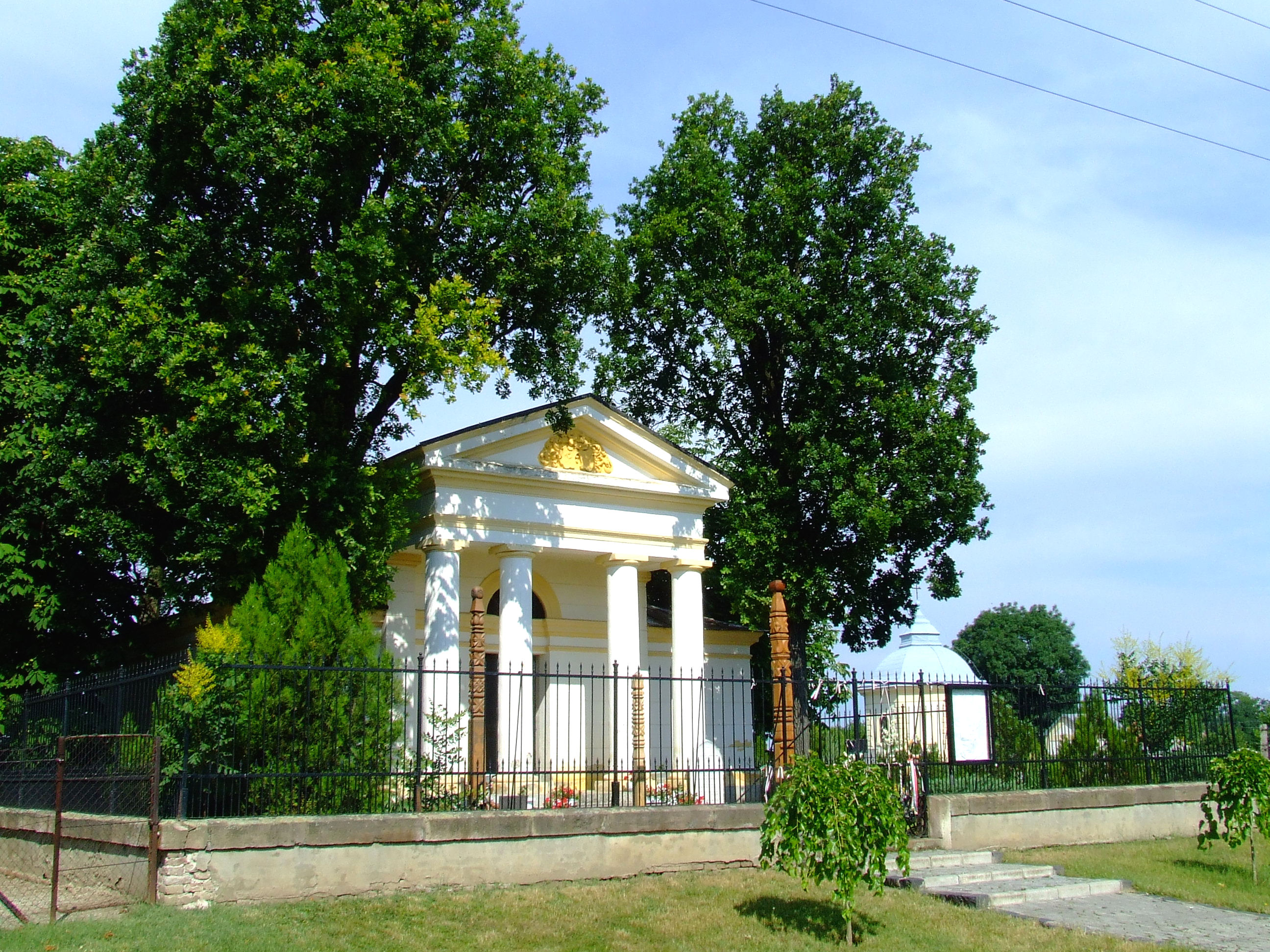
ケンデレシュに建立されたホルティの霊廟

戦後拘留を解かれたホルティに対して、戦犯として裁く事を戦勝国側で唯一、ユーゴスラビアが要求したが、この訴えは連合国によって直ちに却下された。連邦に属するモンテネグロが第一次大戦敗戦後の、コトルでの暴動の鎮圧の件を根に持っていた事、又、ユーゴスラビアの社会主義政権が、かつての評議会政権を倒した事を問題視していた為だが、モンゴメリー元公使がホーマー・スティル・カミングス司法長官に手を回し、戦犯指名から外れたとも言われている。
ホルティは身の安全を得たが、ソ連軍の占領下でハンガリーには社会主義政権が樹立されたため、帰国する事が出来なくなった。以後、ホルティは家族と共にアントニオ・サラザール政権下のポルトガルで余生を送り、1957年に死去した。享年88。殆ど無一文であったホルティ一家の為、モンゴメリー元公使一家はホルティ夫妻が死亡するまで財政援助を行っている。又、娘のイロナの回想によると、亡命したハンガリー系ユダヤ人達からも援助があったと言う。晩年に両世界大戦を振り返った回想録を執筆している。ハンガリー動乱が鎮圧された事に衝撃を受け、「ロシア兵が一人残らずハンガリーを去るまで」自分の遺体をハンガリーには返さないよう言い残したことを受けて、遺体はリスボンのイギリス人墓地（英語: British Cemetery, Lisbon）に埋葬された。かつて国民軍を率い評議会政権(ソヴィエト政権)と戦った勇将として、最後の意地とも言える遺言であった。
ホルティの遺骸はソ連が崩壊しハンガリーが民主化を達成した後の1993年に漸くハンガリーに戻され、故郷のケンデレシュに埋葬された。この際、ハンガリー及び国外の反応は、好意的なものと批判的な物の二つに分かれた。しかし、ホルティの霊廟には今も献花が絶える事はない。

## 日本との関係
ホルティは海軍士官時代、日露戦争の時期に日本を一度訪問している。1938年にモンゴメリーアメリカ公使と会談したホルティは、「日本には一度行った事があるが、彼らは小さな猿に過ぎない」と語っている。一方で、ハンガリーが日独伊三国同盟に加盟した際には、ハンガリー駐日大使ギガ・ジェルジが「ホルティが来日した際に日本人男女の姿を腕に入れ墨しており、機嫌が良い時には人に見せる」程の親日家であるとアピールしている。
ホルティの左腕には緑と金色の龍の入れ墨があり、ジャーナリストのエゴン・キッシュも「美しい緑と金の龍の入れ墨をしており、それを隠そうともしなかった」と証言している。この入れ墨はギガが言ったように日本で入れたという説と、若い頃にイギリスで入れたという説がある。